# Lee Hsien Loong
Lee Hsien Loong (chinês simplificado: 李显龙; chinês tradicional: 李顯龍; pinyin: Lǐ Xiǎnlóng; 10 de fevereiro de 1952) é um político de Singapura, ex primeiro-ministro de Singapura de 2004 até 2024. Ele assumiu a liderança do Partido da Ação Popular (PAP) quando o ex-primeiro ministro Goh Chok Tong deixou a posição para se tornar o novo ministro sênior. Lee levou seu partido à vitória nas eleições gerais de 2006, 2011 e 2015. Ele iniciou o atual mandato em 15 de janeiro de 2016, após a abertura do 13.º Parlamento de Singapura. Lee é o filho mais velho do primeiro primeiro-ministro de Singapura, Lee Kuan Yew.
Também atua como Ministro da Fazenda de Singapura. Lee Hsien Loong é casado com Ho Ching, que é diretora executiva e CEO da Temasek Holdings. Loong é considerado o líder mundial mais bem pago com um salário anual de 2,2 milhões de dólares de Singapura. Ele é o filho mais velho do ex-primeiro ministro Lee Kuan Yew.